# Seznam představitelů městské části Brno-Žebětín
Seznam představitelů městské části Brno-Žebětín.

## Starostové do roku 1945
- 1891 – 1902, Josef Pospíšil[1]
- 1902 - 1909, Josef Prokeš[1][2]
- 1909 – 1928, Jan Stejskal[1]
- 1928 – 1932, František Černý[1]
- 1932 – 1945, František Křivánek[1]

## Předsedové MNV
- 1945 – 1947, František Křivánek[1]
- 1947 – 1948, Jan Putna[1]

## Starostové po roce 1989
| Ve funkci                  | Jméno              | Strana  |
| 1990 – 1991                | Květoslav Křivánek |         |
| 1991 – 1994                | Jan Kozel          | KDU-ČSL |
| 1994 – 1998                | Josef Beran        | KDU-ČSL |
| 1998 – 2002                | Ing. Vít Beran     | KDU-ČSL |
| 2002 – 1. 11. 2006         | Ing. Vít Beran     | KDU-ČSL |
| 1. 11. 2006 – 11. 11. 2010 | Ing. Vít Beran     | KDU-ČSL |
| 11. 11. 2010 – 5.11. 2014  | Ing. Vít Beran     | KDU-ČSL |
| 5. 11. 2014 – 16. 11. 2018 | Ing. Vít Beran     | KDU-ČSL |
| 16. 11. 2018 – úřadující   | Ing. Vít Beran     | KDU-ČSL |